# Стара Бурожик'я
Стара Бурожи́к'я (рос. Старая Бурожикья, удм. Жикъя) — присілок в Малопургинському районі Удмуртії, Росія.
Урбаноніми:
- вулиці — Колтома, Трактова, Центральна

## Населення
Населення — 53 особи (2010; 31 в 2002).
Національний склад станом на 2002 рік:
- удмурти — 94 %